# 1997-es amatőr ökölvívó-világbajnokság
A 9. amatőr ökölvívó-világbajnokságot Budapesten, Magyarországon rendezték 1997. október 18–26. között. 12 versenyszámban avattak világbajnokot. A küzdelmek egyenes kieséses rendszerben zajlottak, és mindkét elődöntő vesztese bronzérmet kapott.

## Érmesek
- Erdei Zsolt világbajnok középsúlyban.
- Kovács István világbajnok pehelysúlyban.

| 1997-es amatőr ökölvívó-világbajnokság érmesei |                                   |                                 |                                                                |
| Versenyszám                                    | Arany                             | Ezüst                           | Bronz                                                          |
| Szupernehézsúly                                | Giorgi Kandelaki (Grúzia)         | Alexis Rubalcaba (Kuba)         | Szergej Liakovics (Fehéroroszország) Paolo Vidoz (Olaszország) |
| Nehézsúly                                      | Félix Savón (Kuba)                | Mike Hanke (Németország)        | Tue Bjørn Thomsen (Dánia) Giacobbe Fragomeni Olaszország       |
| Félnehézsúly                                   | Alekszandr Lebzjak (Oroszország)  | Frédéric Serrat (Franciaország) | Isael Alvarez (Kuba) Stephen Kirk (Írország)                   |
| Középsúly                                      | Erdei Zsolt (Magyarország)        | Ariel Hernández (Kuba)          | Dirk Eigenbrodt (Németország) Jean-Paul Mendy (Franciaország)  |
| Nagyváltósúly                                  | Alfredo Duvergel (Kuba)           | Jermahan Ibraimov (Kazahsztán)  | Ercüment Aslan (Törökország) Adrian Diaconu (Románia)          |
| Váltósúly                                      | Oleg Szaitov (Oroszország)        | Szerhij Dzinziruk (Ukrajna)     | Juan Hernández Sierra (Kuba) Marian Simion (Románia)           |
| Kisváltósúly                                   | Dorel Simion (Románia)            | Paata Gvasalia (Grúzia)         | Tonton Semakala (Svédország) Lukáš Konečný (Csehország)        |
| Könnyűsúly                                     | Alekszandr Maletyin (Oroszország) | Tumentsetseg Uitumen (Mongólia) | Koba Gogoladze (Grúzia) Eun Chul-Shin (Dél-Korea)              |
| Pehelysúly                                     | Kovács István (Magyarország)      | Falk Huste (Németország)        | Sajan Sanszat (Oroszország) Rusinelson Hardy (Kuba)            |
| Harmatsúly                                     | Raimkul Malahbekov (Oroszország)  | Waldemar Font (Kuba)            | Soner Karagöz (Törökország) Aram Ramazian (Örményország)       |
| Légsúly                                        | Manuel Mantilla (Kuba)            | Ilfat Riazapov (Oroszország)    | Omar Andrés Narváez (Argentína) Bolat Zsumagyilov (Kazahsztán) |
| Kislégsúly                                     | Maikro Romero (Kuba)              | Roel Velasco (Fülöp-szigetek)   | Rudolf Dydi (Szlovákia) Daniel Petrov (Bulgária)               |

- A nehézsúlyú döntőben Félix Savón kikapott az üzbég Ruslan Chagayevtől, akit később megfosztottak címétől két, az Egyesült Államokban profi szabályok szerint vívott bemutató mérkőzése miatt, így Savon lett a világbajnok, és az általa az elődöntőben legyőzött Mike Hanke az ezüstérmes.